# اچ‌ام‌اس یونایتد (پی۴۴)
اچ‌ام‌اس یونایتد (پی۴۴) (به انگلیسی: HMS United (P44)) یک زیردریایی بود که طول آن ۵۸٫۲۲ متر (۱۹۱٫۰ فوت) بود. این زیردریایی در سال ۱۹۴۱ ساخته شد.